# Snowidza Dolna (przystanek kolejowy)
Snowidza Dolna – nieistniejący przystanek osobowy w Snowidzy, w województwie dolnośląskim, w Polsce.